# アルゲランダー記法
アルゲランダー記法（アルゲランダーきほう、Argelander designation）は、フリードリヒ・ヴィルヘルム・アルゲランダーが1862年に提案し後に拡張された、変光星の命名法である。
バイエル符号と同様に、アルファベット等の符号と星座名の属格の組み合わせで表す。バイエル符号でギリシャ文字が付いていない変光星を対象に、変光が発見された順に、次の順序で符号を使う。
- 1番目から9番目: R, S, ……, Z[2]
- 10番目から54番目: RR, RS, ……, RZ, SS, ST, ……, SZ, TT, TU, ……, ZZ[2]
- 55番目から334番目: AA, AB, ……, AZ, BB, BC, ……, PZ, QQ, ……, QZ（ただしJは使わない）[2]
- 335番目以降: V335, V336, ……[2]

たとえば、YZ Ceti（くじら座YZ星）のように表す。これらのうちアルゲランダーが当初提案したのはQZまでである。
Rから始まっているのは、バイエル符号がQまでを使っている事や、変光星の多くは赤いため「赤」を意味するドイツ語のrot（ロート）やフランス語のrouge（ルージュ）の略だと思われることもある。
バイエル符号でギリシャ文字が付いている変光星には、アルゲランダー記法は付かない。しかし、バイエル符号がラテン文字の場合には、重複してアルゲランダー記法が付けられる。たとえば、りゅうこつ座PP星のバイエル符号はりゅうこつ座p星である。
新星の場合は、アルゲランダー記法による命名のほかに「属格 + 西暦年 + その年にその星座で発見された新星の通し番号（1個目の場合は省略）」で表すこともある。たとえば V5116 Sgr（いて座V5116星）は NOVA Sgr 2005 No 2（2005年第2いて座新星の意）とも呼ばれる。
銀河系以外の銀河の変光星は、「銀河名 + V + 銀河内での通し番号」で表す。たとえば、「LMC V0001」（大マゼラン雲で最初の変光星）のようにである。